# Delibird

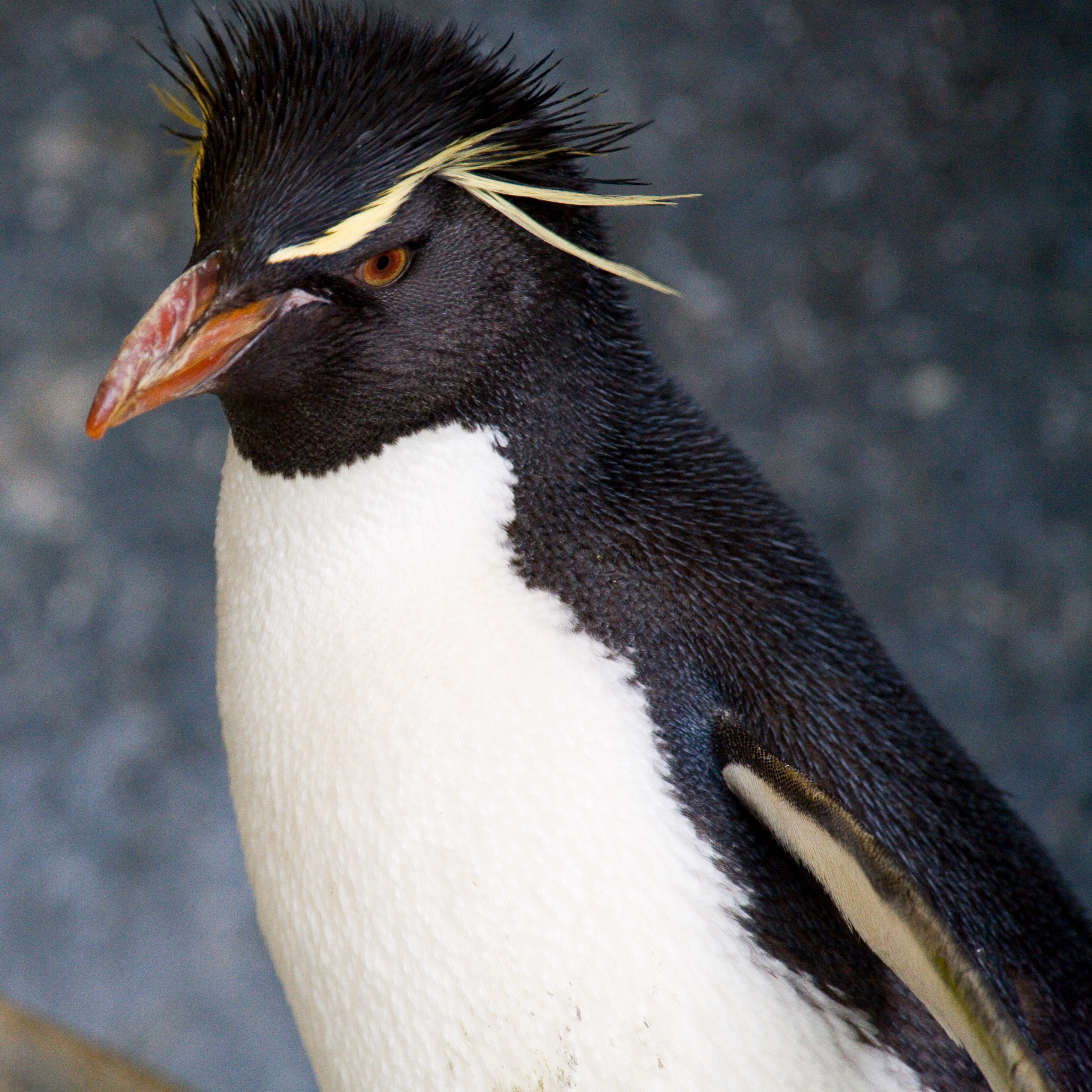
Eudyptes chrysocome

Delibird és una de les espècies que apareixen a la franquícia Pokémon. És de tipus gel i volador.
És un dels Pokémon utilitzats per Falkner i Pryce. El Team Rocket ha utilitzat un exemplar de Delibird per transportar missatges i Pokémon. És un dels Pokémon absents dels videojocs Pokémon Gold, Pokémon LeafGreen i Pokémon HeartGold. L'únic atac que Delibird pot aprendre naturalment és Present.
El concepte de Delibird es basa en el pingüí salta-roques o el fraret atlàntic. El seu aspecte recorda el del Pare Noel. Aquest Pokémon no té ni evolucions ni preevolucions. El seu nom deriva de la unió de les paraules angleses delivery ("entrega") i bird ("ocell"). El seu nom alemany, Botogel, podria derivar de la unió de les paraules Bote ("missatger") i Vogel ("ocell").